# Anii 890
Secole: Secolul al VIII-lea - Secolul al IX-lea - Secolul al X-lea
Decenii: Anii 840 Anii 850 Anii 860 Anii 870 Anii 880 | Anii 890 | Anii 900 | Anii 910 | Anii 920 | Anii 930 | Anii 940
Ani: 890 | 891 | 892 | 893 | 894 | 895 | 896 | 897 | 898 | 899